# Sowiny (wieś)
Sowiny – wieś w Polsce położona w województwie wielkopolskim, w powiecie rawickim, w gminie Bojanowo.

## Historia
Miejscowość pierwotnie związana była z Wielkopolską. Ma metrykę średniowieczną i istnieje co najmniej od XV wieku. Po raz pierwszy wymieniana w dokumencie zapisanym po łacinie z 1400 we fragmencie in Sowinach, 1400 Sowynø, 1401 Sowyny, 1401 Szowiny, 1406 Sowini, 1406 Sovini, 1413 Szowini, 1417 Sowiny, 1491 Szowyno.
Wieś Sowiny była własnością szlachecką należącą do lokalnej szlachty wielkopolskiej z rodu Sowińskich, którzy od nazwy wsi utworzyli swoje odmiejscowe nazwisko, a później także do Brylów, Kawieckich, Łaszczyńskich, Malachowskich i innych. W 1409 miejscowość należała do powiatu kościańskiego Korony Królestwa Polskiego, a w 1400 należała do parafii Poniec.
W 1409 Janusz Abdank z Sowiny toczył proces z kanclerzem poznańskim Mikołajem Górką z rodu szlacheckiego Górków o rozgraniczenie Sarbinowa, Sowin i Przyborowa. W 1432 odnotowany został proces sądowy jaki Jakub, Piotr i Michał z Sowiny toczyli z Jadwigą i Anną z Zakrzewa o rozgraniczenie Sowiny i Kawcza.
Jago własność prywatna wieś wielokrotnie zmieniała właścicieli przez dziedziczenie oraz transakcje sprzedaży i wymiany. W latach 1446–47 Jan Bryl z Sowiny zapisał swojej żonie Małgorzacie na połowie swoich dóbr we wsi po 80 grzywien w 1446, a rok później po 100 grzywien posagu oraz wiana. W 1450 koił on także od Małgorzaty Sowińskiej jej część we wsi za 100 grzywien. W 1449 Maciej Pakosławski dał Janowi Brylowi połowę Pakosławia, a w zamian otrzymał jego część Sowin oraz 150 grzywien na nabytych dobrach. Sam także oprawił swoją żonę Katarzynę zapisując jej po 70 grzywien posagu i wiana na nowych nabytkach. Po śmierci Jana Bryla jego majątek dziedziczy wnuczka Jadwiga Kawiecka, która w 1475 sprzedała majętności po dziadku Marcinowi Karnińskiemu. W 1477 sprzedała ona także we wsi za 100 grzywien, z zastrzeżeniem prawa odkupu, Wojciechowi Łaszczyńskiemu 4 łany osiadłe, 3 łany z zagrodnikami, karczmę oraz połowę dworu, folwarku oraz inwentarza. W 1482 sprzedała z zastrzeżeniem prawa odkupu Katarzynie Mączce z Kuczyny 7 florenów węgierskich czynszu ze wsi Sowiny od sumy 80 florenów, a także dała mężowi Maciejowi Kawieckiemu 1/3 dóbr w Sowinach.
W XVI wieku majątek we wsi posiadał także Jan Malechowski. W latach 1541–1542 Krzysztof Sowiński sprzedał Janowi Malechowskiemu część wsi Sowiny za 1000 grzywien. W 1543 majętności w Sowinach nabył Wojciech Witosławski, który w 1545 sprzedał je Kasprowi Kaczkowskiemu za 1200 grzywien. W latach 1556–57 Łukasz, Stanisław i Andrzej z Górki dali Janowi Malechowskiemu kolejną część Sowin. Po jego śmierci jego majątek odziedziczyli synowie - Wojciech Malechowski w działach z braćmi Andrzejem i Stanisławem, którzy otrzymali w 1595 Gościejewice oraz Sowiny.
Miejscowość odnotowały historyczne rejestry podatkowe. W 1501 odnotowano we wsi dwór oraz wiatrak. W 1530 miał miejsce we wsi pobór od 3 łanów. W 1563 pobór od 3 łanów, karczmy dziedzicznej, 8 komorników. W 1580 pobrano podatki od 3,5 łana oraz 8 zagrodników.
Po rozbiorach Polski miejscowość wraz z całą Wielkopolską znalazła się w zaborze pruskim. W okresie Wielkiego Księstwa Poznańskiego (1815-1848) miejscowość należała do wsi większych w ówczesnym pruskim powiecie Kröben (krobskim) w rejencji poznańskiej. Sowiny należały do okręgu bojanowskiego tego powiatu i stanowiły odrębny majątek, którego właścicielem był wówczas Budziszewski. Według spisu urzędowego z 1837 roku wieś liczyła 226 mieszkańców, którzy zamieszkiwali 34 dymy (domostwa).
W latach 1975–1998 miejscowość administracyjnie należała do województwa leszczyńskiego.
We wsi działa klub piłkarski Rolgos Sowiny (najwyższa liga: A-klasa okręgu leszczyńskiego, wywalczona w sezonie 2008/2009).